# Команда Војводине ЈВуО
Команда Војводине је била команда у саставу Југословенске војске у Отаџбини за време Другог светског рата. Заједно са Командом Славоније припадала је Команди северних покрајина. Деловала је на територији Баната, Бачке, Срема и Барање (свака област је имала своју команду). Рад се сводио на активности илегалаца, осим у околини Бечкерека, где је постојао један одред (од 1944. корпус). Састављани су мобилизацијски спискови, стварана је мрежа обавештајаца, окупљани су непредати југословенски официри.